# Georges Rodenbach
Georges Rodenbach (16. juli 1855 i Tournai - 25. december 1898) var en belgisk digter.
Rodenbach blev tidlig påvirket af fransk lyrik og kunne, økonomisk fritstillet, helt hellige sig poesien. Efter at have udgivet sine første, sarte og rytmiske vers — Le foyer et les champs (1878), Les tristesses (1879) og La Belgique 1850—80, poème historique (1880) — tog han ophold i Paris, hvor han sluttede sig til Goncourts kreds. Af hans følgende digtning kan nævnes La mer élégaitte (1881), La jeunesse blanche (1886), L'art en exil (1889), La règne du silence (1891), Les vies encloses (1896), Le miroir du ciel natal (1898), Le rouet des brumes (1901). Med romanen Bruges-la morte (1892, oversat på dansk 1912 af Bolette og Jens Lund) vendte han sig til prosaen; bogens tungsindige erindringspoesi er med ejendommelig finhed vævet sammen med billederne fra den stille gamle by, der symboliserer længslen efter en elsket afdød. Senere udgav Rodenbach Le musée de Béguines (1894), romanerne La vocation (1895) og Le carillonneur (1897). På Comedie-Française opførtes 1895 enakteren Le voile. I 1901 udkom skuespillet Le mirage. 